# Isabelly Morais
Isabelly Morais Fernandes, mais conhecida como Isabelly Morais (Itamarandiba, 22 de outubro de 1997), é uma jornalista, apresentadora e locutora esportiva brasileira; atualmente é narradora dos canais Sportv e Premiere, do Grupo Globo.

## Biografia
Natural de Itamarandiba, cidade no interior do estado de Minas Gerais, a mais de 400 km da capital mineira Belo Horizonte, Isabelly é formada em Comunicação Social com ênfase em jornalismo pela Universidade Federal de Minas Gerais (UFMG).
Isabelly Morais foi a primeira mulher a narrar uma partida de futebol profissional no rádio mineiro. Foi em 2017, quando narrou a partida entre os times de futebol América-MG e o ABC pela 34ª rodada do Campeonato Brasileiro da Série B daquele ano, no Independência, pela Rádio Inconfidência.

## Carreira
Em 2017, Isabelly foi estagiária na Rádio Inconfidência em Minas Gerais e ainda nesse período, tornou-se a primeira narradora feminina a narrar um partida de futebol no rádio mineiro. A iniciativa surgiu de  José Augusto Toscano, chefe da emissora; logo na estreia, Morais, foi bastante elogiada pela imprensa esportiva nacional.
No ano de 2018, foi revelada no projeto Narra Quem Sabe, do Fox Sports, um programa dedicado à cobertura da Copa do Mundo de 2018, composto apenas de narradoras mulheres.
Desde outubro de 2020, era contratada da Band para compor o time de jornalistas femininas para um quadro dentro do programa Show do Esporte e narrar os jogos do Brasileirão Feminino. Além disso, atuou como repórter de transmissões pela Rádio Bandeirantes.
Em março de 2023, deixou a Bandeirantes e passou a integrar a equipe de esportes do Grupo Globo em São Paulo, atuando tanto nos canais fechados do Sportv e Premiere, como também na Rede Globo.